# Bundesstraße 14n
La Bundesstraße 14n était la désignation temporaire du nouveau tronçon de la Bundesstraße 14 de la sortie de Winnenden à Winnenden-West/Leutenbach, partiellement libéré le 27 novembre 2006 après plusieurs années de construction. Le B 14 réel continuait à traverser Winnenden. La section supplémentaire à travers le tunnel de Leutebach jusqu'à Nellmersbach est libérée le 21 septembre 2009, après quoi la route de contournement maintenant achevée est renommée B 14. L'ancienne B 14 par Winnenden et Hertmannsweiler a été déclassé en conséquence.

## Projet
Les premiers plans de contournement autour de Winnenden existaient depuis 1957, le tracé de l'itinéraire est modifié à maintes reprises depuis lors. Initialement, les plans sont étroitement liés à l'autoroute Neckar-Alb. Cependant, ceux-ci sont abandonnés en 1979. Depuis 1979, la planification de la route est désignée comme un nouveau tronçon de la Bundesstraße 14. Depuis 1979, la planification de la route est désignée comme une nouvelle section de la Bundesstraße 14. En 1986, elle est divisée en une section nord et une section sud. Le tracé actuel est définitivement fixé depuis le 5 juin 1999, la longueur du tracé de construction est d'environ 5,3 km, plus des voies secondaires d'environ 2,8 km de longueur. Le 27 décembre 1996, le ministère fédéral des Transports donne son approbation. L'objectif principal de la nouvelle ligne est de soulager le trafic dans la grande ville d'arrondissement de Winnenden, qui espère que le contournement réduira le trafic de transit d'un quart. Une grande partie du trafic à Winnend concerne également Hertmannsweiler.

## Construction

### Première partie en 2006
La construction du premier tronçon d'environ 1,5 km de long du tronçon sud commence le 23 juillet 2001 et l'approbation est donnée le 27 novembre 2006. Environ 2 km d'embranchements sont construits comme routes de desserte et de sortie, y compris la K 1898. Au cours de la première partie, l'érection de cinq bâtiments est nécessaire, notamment le pont de la vallée du Zipfelbach.

### Deuxième partie en 2006
La construction du deuxième tronçon d'environ 3,8 km de long commence avec les travaux préparatoires du tunnel de Leutenbach de 1 080 m de long, qui passe sous le Hungerberg. Afin de ne pas couper à travers la carrière d'argile de la briqueterie Pfleiderer adjacente, le tunnel est construit plus longtemps que prévu initialement. La briqueterie ferme en 2009, car la carrière d'argile est épuisée et la livraison d'argile n'est plus rentable.
Les travaux de terrassement sur la route commencent en novembre 2005 et la construction du tunnel commence au printemps 2006. La première percée du tunnel est célébrée le 4 septembre 2007 et le 26 février 2008, après huit mois de construction, le deuxième tube est inauguré. Les deux rampes du tunnel ont chacune une pente d'environ 4 % en sortie.
Au nord du Hungerberg, l'itinéraire est parallèle à la ligne Waiblingen–Schwäbisch Hall-Hessental à travers la vallée du Rotbach. La suite de l'itinéraire s'éloigne de la voie ferrée jusqu'à la jonction de Nellmersbach à l'est de la zone commerciale de la ville. Au nord de la jonction, la nouvelle ligne rejoint la B 14 à deux voies existante, qui doit être étendue à quatre voies jusqu'à Waldrems. La longueur totale des embranchements construits ici est d'environ 0,8 km. La construction de la jonction de Nellmersbach commence à l'automne 2007 et la route elle-même est en construction depuis février 2008.
Depuis début mai 2009, le trafic dans la région de Nellmersbach est acheminé par la nouvelle route ouest, par les bretelles à la jonction et le pont. L'ancien tronçon de la B 14 au nord de l'ancien passage à niveau est creusé et remplacé par le dernier tronçon de la route est à environ deux mètres de profondeur. Ce dernier tronçon bitumé est mis en service début août comme premier tronçon de la nouvelle ligne, mais uniquement à voie unique. Le matin du 21 septembre 2009, le tunnel est inauguré.
La désignation temporaire B 14n est remplacée par B 14, les panneaux étant initialement mis en place provisoirement. La sortie de Winnenden est fermé pendant deux jours pour des travaux de marquage. L'ancienne B 14, qui traversait auparavant Winnenden et Hertmannsweiler, est déclassée en Kreisstraße 1847 ou Landesstraßen 1120 et 1140.